# Улица Якоби
Улица Якоби (эст. Jakobi tänav) — улица в Тарту, от улицы Юликооли до улицы Фридриха Крейцвальда, проходит через историческую часть города и у подножия Домской горки.

## История
Названа по церкви Якоба, находившейся, предположительно, на склоне Домской горки недалеко от пересечения улиц Лай и Якоби (точное местоположение не установлено).
Церковь впервые упоминается в 1397 году, в последний раз в 1417 году (возможно, существовала и позже, но под другим названием).

## Достопримечательности

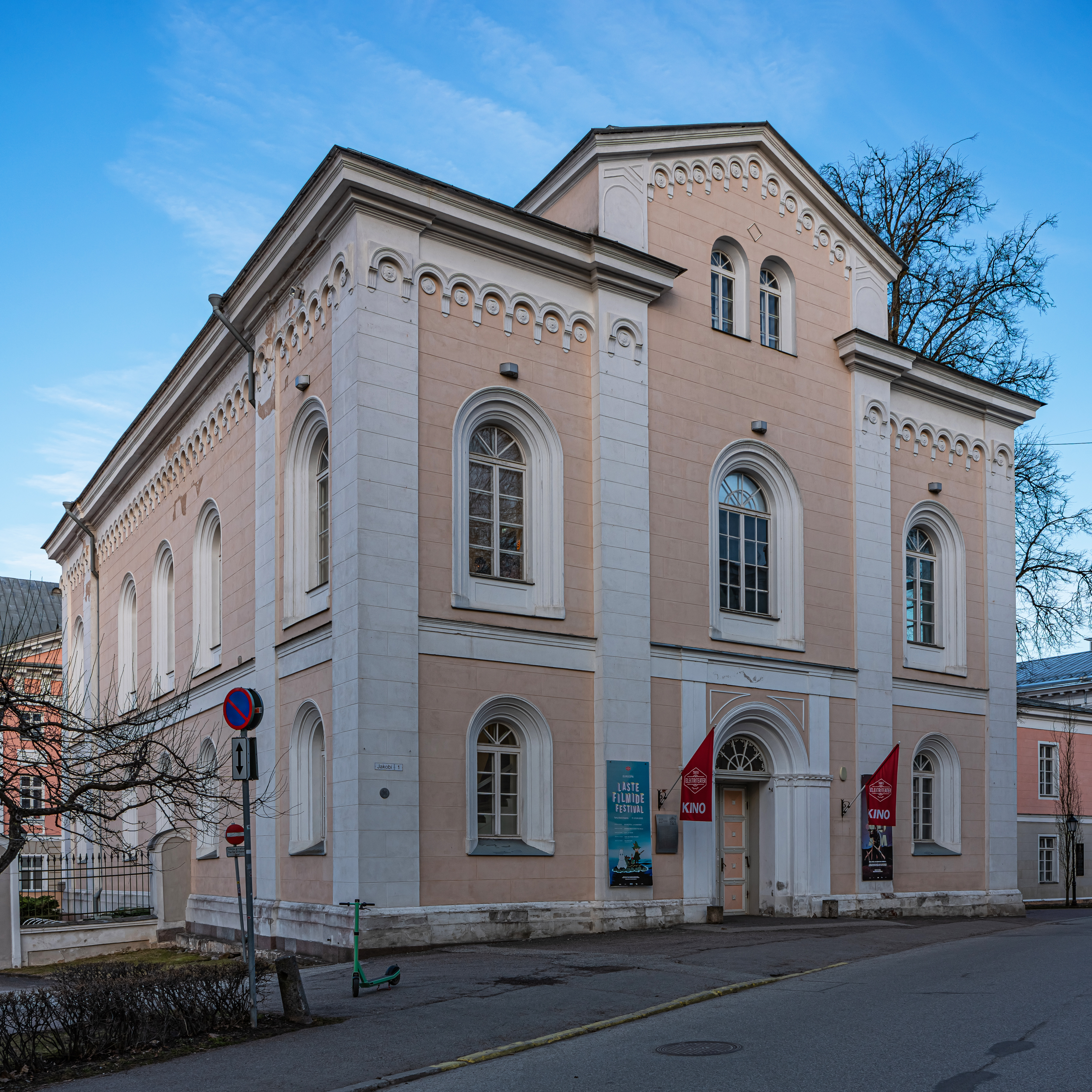
церковь Тартуского университета

д. 1 — церковь Тартуского университета, ныне — кинотеатр